# 温州革命造反派联合总司令部
温州革命造反派联合总司令部，简称温联总，1967年1月6日由25个组织联合成立。1月16日召开万人群众大会，公开号召夺权，随后占领了中共温州地委和中共温州市委大院。5月1日，温州工总司（全称温州市工人造反总司令部）成立，两派陷入长达两年多的武斗，1967年6-7月在市区的武斗失败后，温联总继续在温州郊区邻县和农村地区周旋。
温联总头头是姚国麟、陈桃熏、叶少华、戴光荣（温州中学学生）等。

## 评论
- 章奇、刘明兴评论认为，文革伊始，地方游击队干部就和各种群众组织共同聚集在温联总旗下，向当时的温州南下干部领导层发起挑战，“当时的温州公安局长杨某和温州地委常委李某等，均是第一批被造反派所批斗的对象。”1967年初温联总夺权、南下干部领导层倒台后，军方不愿与温联总共享权力，于是“‘温联总’和（军方支持的）‘工总司’之间的斗争迅速成为新的政治斗争主轴。这一期间，很多游击队干部选择支持‘温联总’而不是‘工总司’。如果没有来自游击队干部群体的支持，‘温联总’就没有机会在1967年6―7月的武斗失败后继续能够在温州郊区邻县和农村地区与‘工总司’进行周旋，更不可能随后在很大程度上恢复了元气。这一点，从其对手的反应也可以间接看出来。”[1]
- 但也有人认为，工总司背后才是浙南游击队干部群体，而温联总则代表南下干部。